# Kanmon

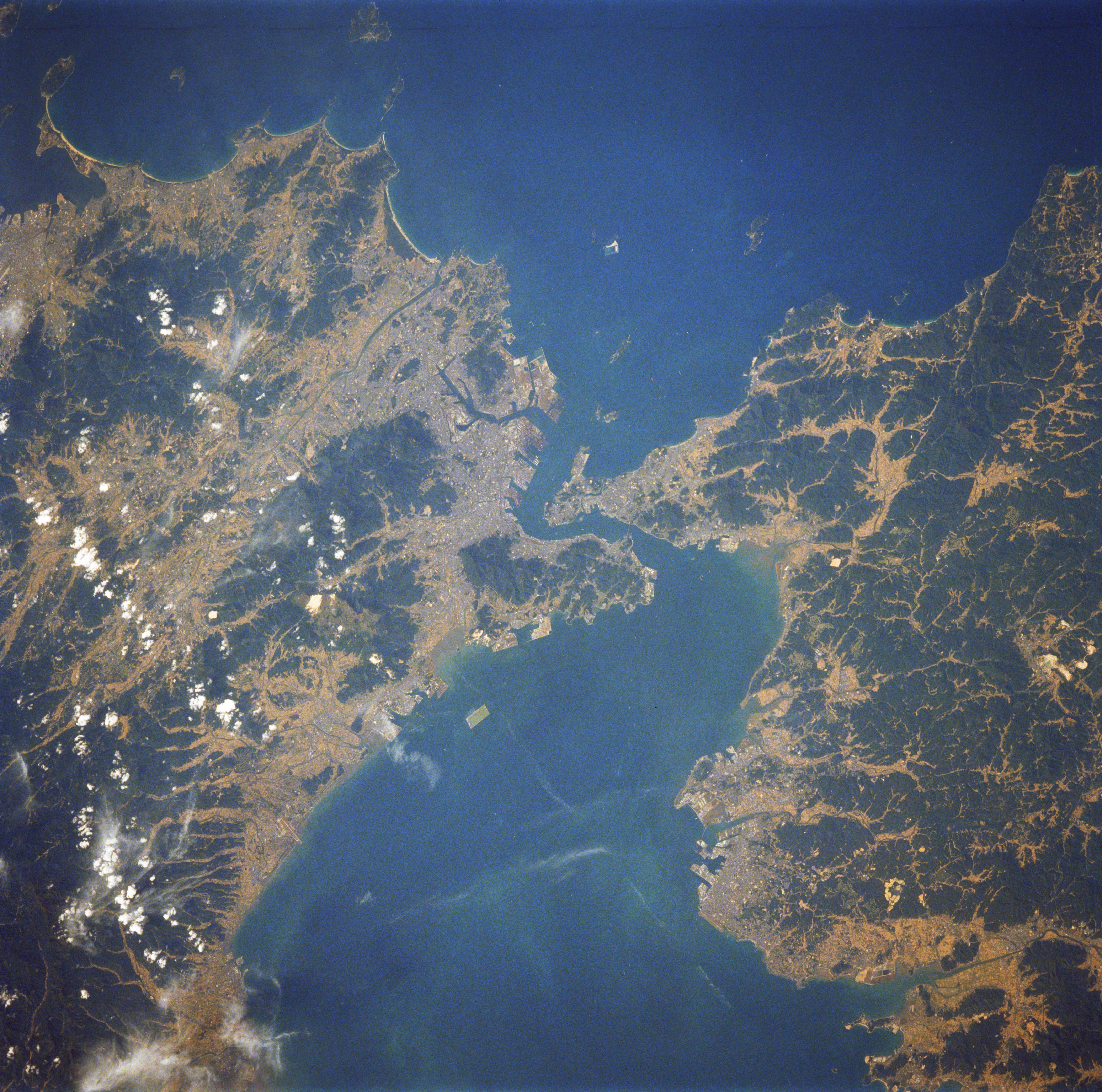
Satelitní snímek průlivu Kanmon, Kjúšú je vlevo, Honšú vpravo

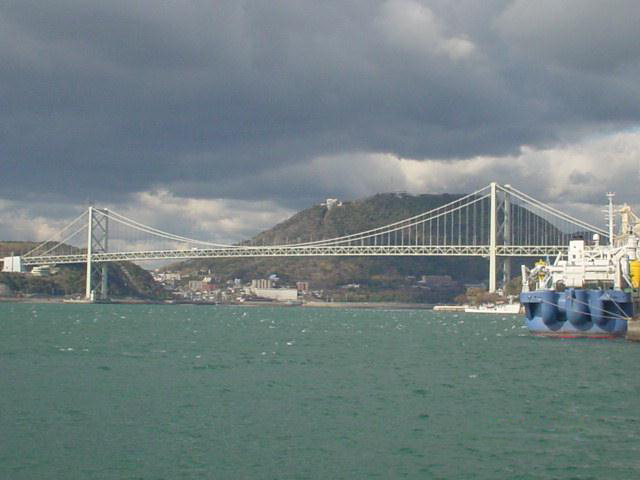
Pohled na most Kanmonkjó z Modži

Průliv Kanmon (japonsky: 関門海峡, Kanmon Kaikjó), nazývaný také průliv Šimonoseki, od sebe odděluje dva ze čtyř hlavních japonských ostrovů. Na březích průlivu leží na straně ostrova Honšú město Šimonoseki (下関, které názvu průlivu propůjčilo znak Kan) a na straně ostrova Kjúšú město Kitakjúšú, jehož čtvrť Modži (門司) dodala názvu průlivu znak mon.
Průliv spojuje Japonské moře s Vnitřním mořem.